# Parafontaria longispinosa
Parafontaria longispinosa är en mångfotingart som först beskrevs av Miyosi 1951.  Parafontaria longispinosa ingår i släktet Parafontaria och familjen Xystodesmidae. Inga underarter finns listade i Catalogue of Life.